# This Love (アンジェラ・アキの曲)
「This Love」（ディス ラブ）は、2006年5月31日にエピックレコードジャパンから発売されたアンジェラ・アキ4枚目のシングル。

## 解説
- 楽曲は壮大なラブ・バラード。
- キャッチコピーは『あなたは、愛のちからを信じますか?』。
- DVD付初回限定盤[1]と通常盤[2]の2形態で発売。DVDには「This Love」ミュージック・ビデオと『BLOOD+』の秘蔵映像を収録。
- MBS・TBS系全国ネット放送アニメ『BLOOD+』エンディング・テーマに起用。同時期に、全国東宝洋画系ロードショー公開韓国映画『デイジー』日本版イメージソングとしてもTVCM等でオンエア。NHK『サラリーマンNEO』内コーナー「angel A」挿入歌にも使用されている。
- 前作「Kiss Me Good-Bye」のヒットとアニメ『BLOOD+』の相乗効果により、初回DVD付盤は瞬く間に完売した。また『BLOOD+』第33話サブタイトル「信じるチカラ」はこの曲の歌詞の一文からとっている。
- 2006年12月の日本武道館公演で初めてラストナンバーに用いられた。

## 収録曲
- 作詞・作曲：アンジェラ・アキ（特記以外）
- 編曲：松岡モトキ、アンジェラ・アキ

### CD
1. This Love
2. 自由の足跡
アルバム『Home』の流れを汲んだアップテンポのオリジナル曲。いわゆるピアノ・トリオ系のバンド形式で製作されている楽曲である。軽快なテンポで展開される楽曲でありながら、タイトル曲の「This Love」にも通じるテーマ性を持った別れの曲となっている。
3. KISS FROM A ROSE
作詞・作曲：Samuel Sealhenri、日本語詞：アンジェラ・アキ
SEALが1994年に発表したアルバム『Seal II』収録曲のカヴァー。1995年に公開された映画『バットマン・フォーエバー』のエンディング曲としてもおなじみの楽曲である。オリジナルよりもかなりテンポもキーもを上げられており、ピアノ弾き語りで収録されている。

### DVD
1. This Love ミュージック・ビデオ
2. "Blood+" プレミア・ストーリー・ムービー